# Kenneth (4e comte de Sutherland)
Kenneth comte de Sutherland (tué le 19 juillet 1333), 4e comte de Sutherland de 1330 à 1333.

## Biographie
Kenneth est le fils cadet William (II) Sutherland et le successeur de son frère ainé William (III) Sutherland. 3e comte il apparaît comme comte de Sutherland le 7 décembre 1330, lorsqu'il acte la renonciation de Reginald Moray de Culbin, à ses prétentions sur le comté de Sutherland. Cet accord fait partie d'une alliance formelle entre les deux familles, qui est scellée par l'union de Gilbert, le fils de Reginald Moray, avec Eustachie la sœur du comte de Kenneth.
Après la mort de Thomas Randolph 2e comte de Moray et Régent d'Écosse en 1332 lors de la bataille de Dupplin Moor, Kenneth Sutherland apparaît comme l'un des principaux capitaines écossais face à l'invasion anglaise jusqu'à ce qu'il soit tué lui aussi lors de la bataille de Halidon Hill le 19 juillet 1333 avec Archibald Douglas, le nouveau régent et quatre autres comtes écossais. Il avait épousé Marie, fille de Donald 6e comte de Mar dont son successeur William (IV) Sutherland.

## Sources
- (en) C. A. McGladdery « Kenneth Sutherland, fourth earl of Sutherland (d. 1333), dans Sutherland family (per. c.1200–c.1510) », Oxford Dictionary of National Biography, Oxford University Press, 2004
- (en) John L. Roberts  Lost Kingdoms. Celtic Scotland and the Middle Ages Edinburgh University Press (Edinburgh 1997)  (ISBN 0748609105).